# Abhijeet Gupta
Abhijeet Gupta (sinh ngày 16 tháng 10 năm 1989) là một đại kiện tướng cờ vua người Ấn Độ.
Gupta đã đạt được các chuẩn cần thiết cho danh hiệu GM tại các giải đấu Andorra Open 2006, New Delhi (Parswnath) 2007 và Balaguer 2007. Vào ngày 15 tháng 8 năm 2008, anh vô địch Giải vô địch cờ vua thanh niên thế giới tại Gaziantep, Thổ Nhĩ Kỳ, vượt qua nhiều kỳ thủ mạnh khác, trong đó có Maxim Rodshtein, David Howell và Hầu Dật Phàm. Anh là người Ấn Độ thứ ba giành chức vô địch danh giá này, sau Viswanathan Anand và Pentala Harikrishna. Trong cùng năm đó, Gupta cũng giành được giải Parsvnath Open lần thứ 6 tại New Delhi. Trong năm 2011, anh đã vô địch giải  cờ Dubai Mở rộng lần thứ 13 và Giải Ngoại hạng Ấn Độ. Năm 2013 anh giành chức vô địch giải cờ Khối Thịnh vượng chung và giải Al Ain Chess Classic. Trong cùng năm đó Gupta đã nhận được giải thưởng Arjuna cho những thành tựu của mình. Gupta giành giải nhất tại Giải tưởng niệm Georgy Agzamov thứ 8, tổ chức tại Tashkent vào tháng 5 năm 2014. Ông đã giành chức vô địch Giải Khối thịnh vượng chung một lần nữa vào năm 2015 và sau đó vô địch giải Hoogeveen Open. Năm 2016, Gupta vô địch giải Reykjavik Open và Giải Khối Thịnh vượng chung lần thứ 3 tổ chức tại Kalutara, Sri Lanka.
Gupta đã chơi cho đội tuyển quốc gia Ấn Độ trong giải Olimpiad Cờ vua 2012 ở Istanbul, Thổ Nhĩ Kỳ, và giành huy chương bạc cá nhân với PR 2746 ở bàn 4.
Gupta đã hai lần vô địch đồng đội châu Á (năm 2008, 2012); hai lần đoạt huy chương cá nhân: giải đồng đội - hai huy chương bạc (2008, 2012). Anh tham gia 2 Olympic giải trẻ (2002, 2003); đoạt huy chương đồng đồng đội (2003).
ELO cao nhất của Gupta đạt tới là 2.667, xếp thứ 83 trong danh sách thế giới của FIDE, và chiếm vị trí thứ tư trong số các kỳ thủ cờ vua Ấn Độ..